# Breitenheerda

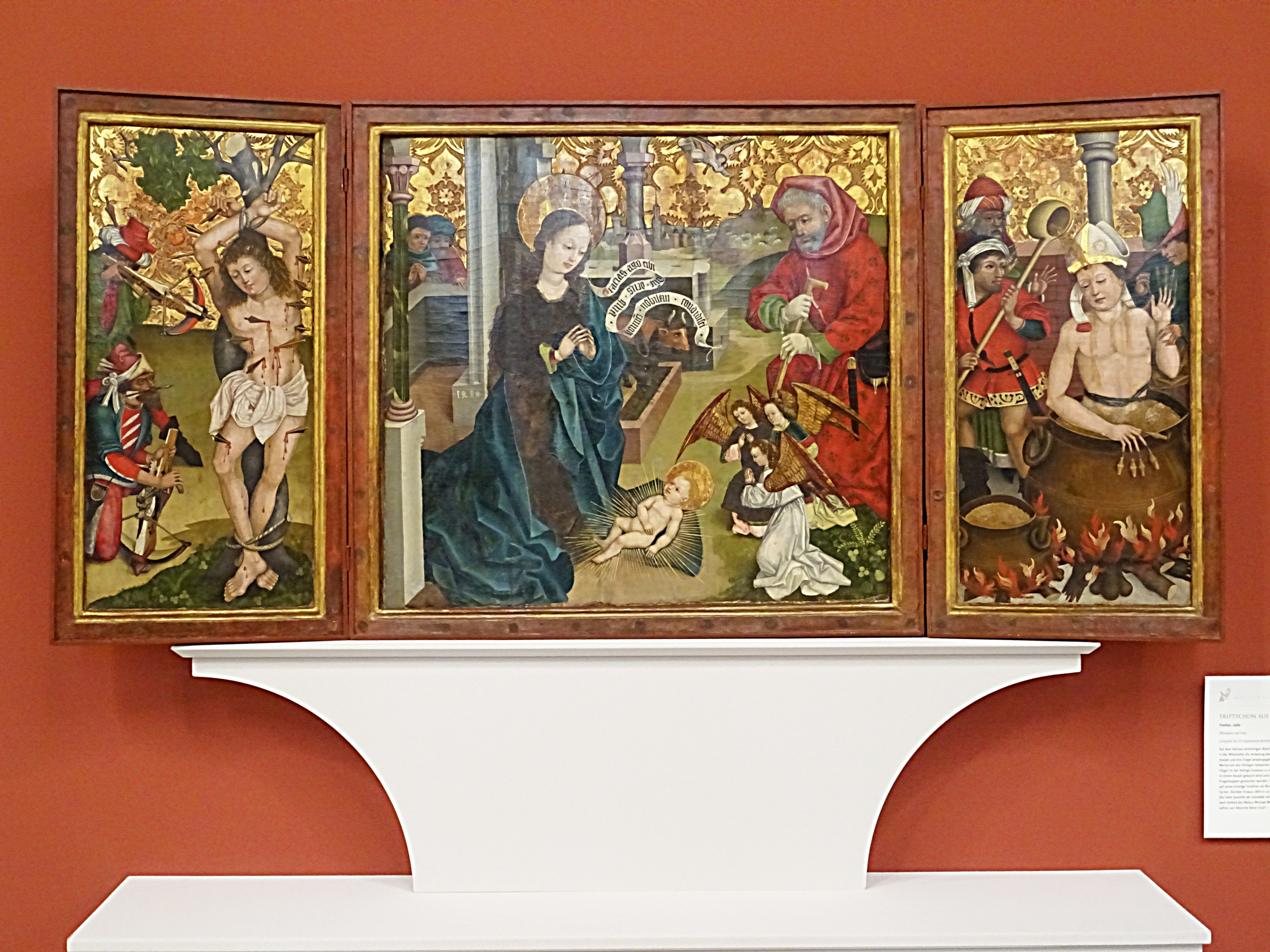
Triptychon aus der Kirche in Breitenheerda, ausgestellt in St. Marien (Mühlhausen)

Breitenheerda ist ein Ortsteil der Stadt Rudolstadt im Landkreis Saalfeld-Rudolstadt in Thüringen.

## Geografie
Breitenheerda liegt am Nordosthang des Großen Kalms und zwischen dem Ende des Österödaer Grabens und am westlichen Rande des Tannröder Waldes. Der Weiler Tännich ist Ortsteil von Breitenheerda. Nachbarorte sind Oesteröda und Dienstedt.

## Geschichte
1294 wurde der Ort urkundlich ersterwähnt. Im Oktober 1342 brachen Feindseligkeiten zwischen Graf Günther dem XXI. von Schwarzburg-Blankenburg aus. Er lag mit der Hauptmacht in Arnstadt und stritt mit dem Thüringer Landgrafen. Reisige und Fußknechte brandschatzten Dörfer, darunter war auch Breitenheerda und der Edelhof. In der Gegend war dann ein erbärmlicher Zustand, geht aus der schwarzburgischen Chronik hervor.
Das Dorf gehörte bis 1920 zu Schwarzburg-Rudolstadt und danach zum Landkreis Rudolstadt.
1923 bewirtschaftete Otto Glaeser das Gut mit 191 ha. Nach dem Zweiten Weltkrieg unterlag dieser Betrieb der typischen Entwicklung der Landwirtschaft in SBZ und DDR.
Auf dem Kalm war eine Raketeneinheit der NVA stationiert. Am 1. Januar 1997 bildeten Breitenheerda, die Städte Remda und Teichel sowie neun weitere Orte die neue Stadt Remda-Teichel. Zum 1. Januar 2019 wurde Breitenheerda im Zuge der Eingemeindung von Remda-Teichel ein Stadtteil von Rudolstadt.

## Wirtschaft und Verkehr
Breitenheerda ist ein landwirtschaftlich geprägter Ort. Durch das Dorf verläuft die Landesstraße von Arnstadt über Dienstedt und Remda nach Rudolstadt. Der Verkehr, das Umfeld und auch die Wirtschaft wurden von der damaligen Stationierung der Raketeneinheit beeinflusst.

## Sehenswürdigkeiten
Die evangelische Dorfkirche wurde im Baustil der Neoromanik als Saalkirche im Jahr 1896 errichtet. Das aus  Steinquadern errichtete Bauwerk steht auf Fundamenten des mittelalterlichen Vorgängerbaus. Die Kirche wurde zuletzt Jahr 2001 mit Unterstützung der Deutschen Stiftung Denkmalschutz saniert.